# Calixto González Posada
Calixto González Posada Rodríguez (Gijón, 1897 - Pontevedra, 1984) fue un político gallego.

## Trayectoria
Fue secretario de Obras del Puerto y Ría de Pontevedra. Fue alcalde de Pontevedra del 26 de diciembre de 1944 al 5 de febrero de 1949.
Fue procurador en cortes como alcalde de la capital provincial (1945-1946).
| Predecesor: Luis Ponce de León Cabello | Alcalde de Pontevedra 1944-1949 | Sucesor: Remigio Hevia Marinas |